# سنجاب بوته‌ای سیاه و قرمز
سنجاب بوته‌ای سیاه و قرمز (نام علمی: Paraxerus lucifer) نام یک گونه از سرده سنجاب بوته‌ای آفریقایی است.